# Compolibat
Compolibat är en kommun i departementet Aveyron i regionen Occitanien i södra Frankrike. Kommunen ligger  i kantonen Montbazens som ligger i arrondissementet Villefranche-de-Rouergue. År 2022 hade Compolibat 334 invånare.

## Befolkningsutveckling
Antalet invånare i kommunen Compolibat
Referens: INSEE